# Stazione di Oschiri
La stazione di Oschiri è una stazione ferroviaria al servizio del comune di Oschiri, situata lungo la ferrovia Cagliari-Golfo Aranci.

## Storia

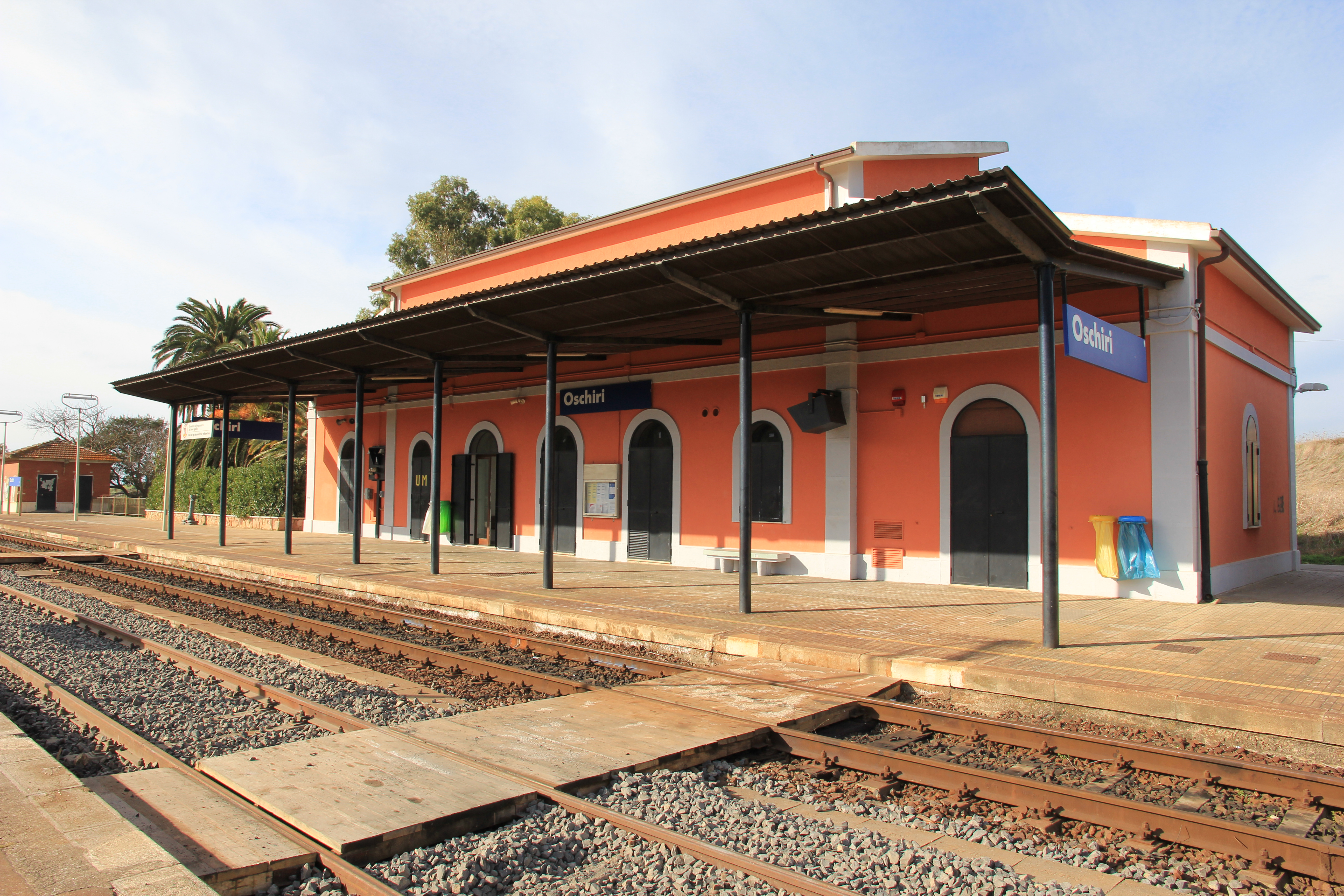
Il fabbricato viaggiatori dell'impianto

Questo impianto venne realizzato nella periferia sud est di Oschiri nell'ultima parte dell'Ottocento dalla Compagnia Reale delle Ferrovie Sarde, nell'ambito dei lavori di costruzione della Cagliari-Golfo Aranci. La stazione venne inaugurata il 1º luglio 1880, insieme alla porzione della costruenda Dorsale Sarda che era stata realizzata tra la stazione di Ozieri-Fraigas e l'impianto, entrando in servizio effettivo dal giorno dopo. Per alcuni mesi la stazione fu capolinea settentrionale della ferrovia, e mantenne tale ruolo sino al 1º dicembre 1880, data in cui fu aperta al traffico anche la tratta che da Oschiri proseguendo verso est giunse a Monti.
L'impianto fu amministrato dalle Ferrovie Reali sino al 1920, anno in cui passò alla gestione delle Ferrovie dello Stato, dal 2001 titolari dell'impianto tramite la società controllata RFI.

## Strutture e impianti

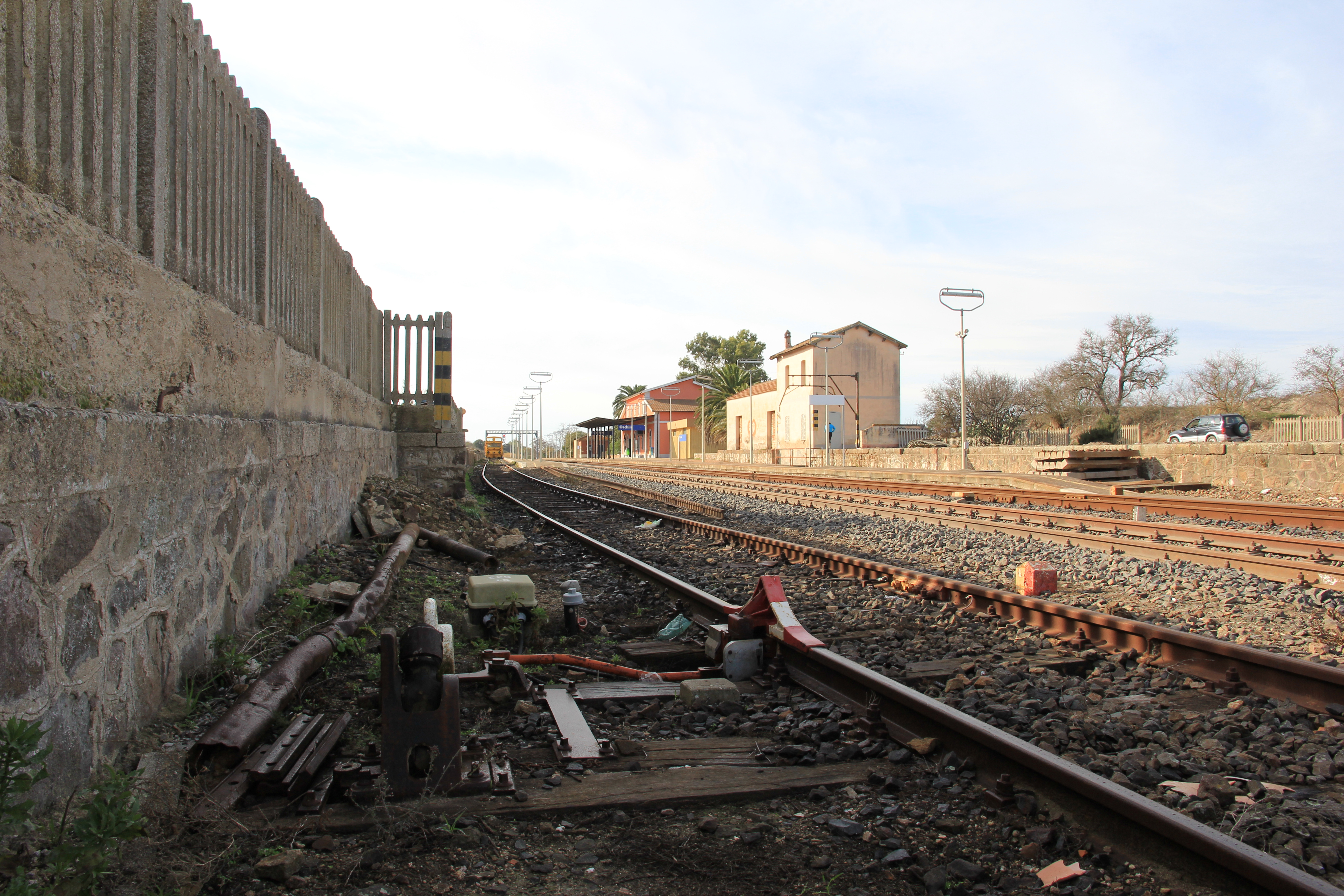
In primo piano il binario tre tronco, con a sinistra nell'ordine i binari due e uno e le strutture dell'ex scalo merci, servite in passato da un quarto binario

La stazione di Oschiri è servita dalla linea Cagliari-Golfo Aranci di RFI, e presenta un piano del ferro composto da due binari passanti in uso per il servizio viaggiatori, di cui il primo di corsa ed il secondo dotato di tronchini di prolungamento in entrambe le direzioni. Ad essi si aggiunge un terzo binario, più a sud, che diramandosi dal binario due termina tronco in direzione ovest: questo binario serviva la parte sud dello scalo merci dell'impianto, in disuso, le cui strutture in questa parte della stazione comprendono anche un piano caricatore. Le altre infrastrutture dello scalo merci si trovano a nord dei binari, ed erano servite da un ulteriore tronchino (poi rimosso) che si diramava dal binario uno: qui si trovano un secondo piano caricatore, una gru a carrucola ed alcuni edifici di servizio, tra cui l'ex magazzino merci.
A ovest di queste strutture è situato un ulteriore edificio di servizio, oltre il quale è presente la principale costruzione della stazione, il fabbricato viaggiatori, realizzato su due piani a pianta rettangolare, con un corpo centrale e due laterali, questi ultimi di altezza minore. Sul lato binari sono presenti sette luci di apertura. Sempre in direzione ovest sono presenti altri piccoli fabbricati, tra cui il locale dei servizi igienici (chiuso al pubblico).
La stazione è impresenziata, e la gestione del movimento è espletata in remoto dal DCO di Cagliari.

## Movimento

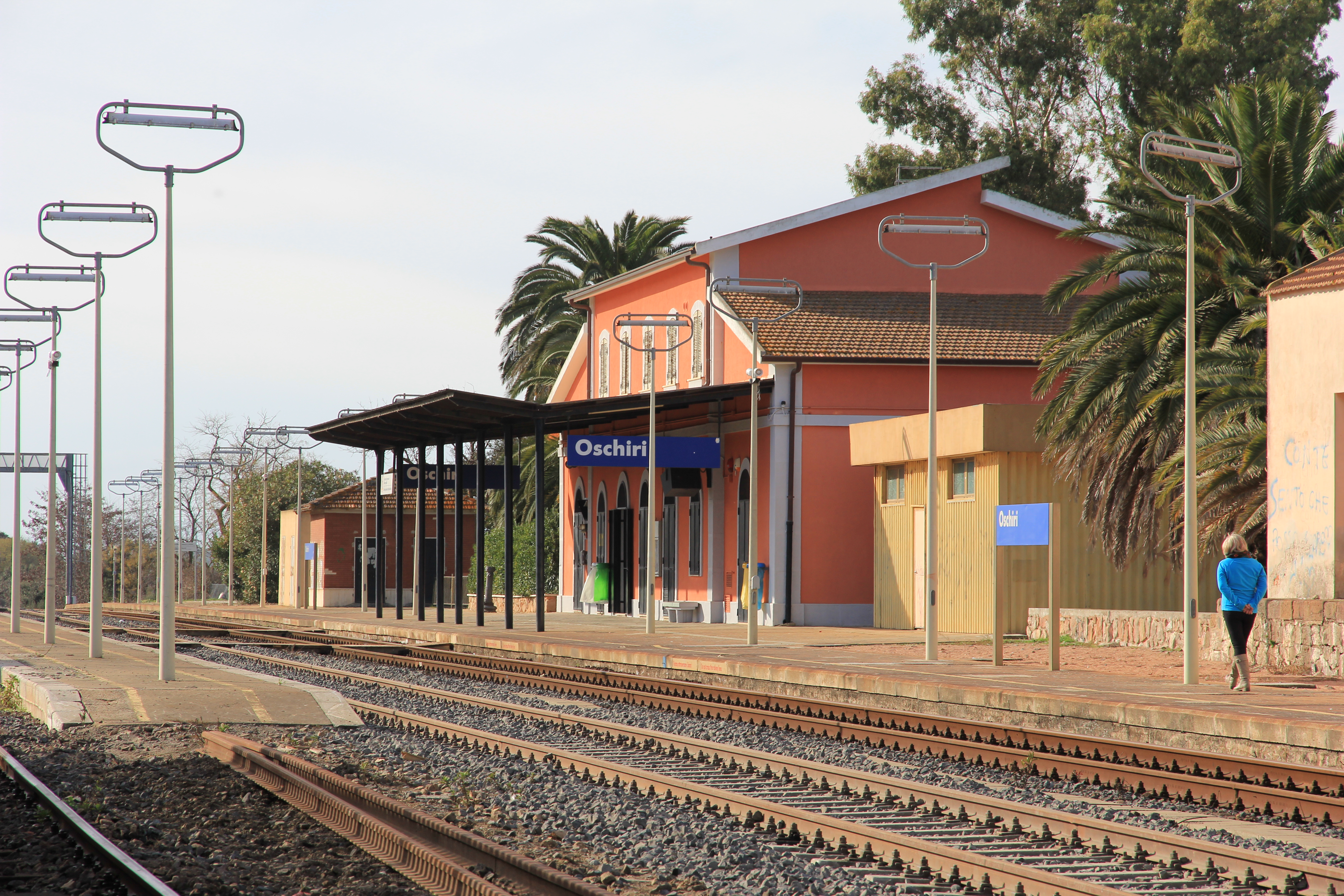
L'area in uso per il servizio viaggiatori, con le due banchine per l'accesso ai treni

La stazione è servita dai convogli di Trenitalia espletanti il servizio di trasporto pubblico locale nella Regione Autonoma della Sardegna: questi treni consentono il collegamento con varie destinazioni della Cagliari-Golfo Aranci e con i centri del Sassarese raggiunti dalla rete RFI sarda.

## Servizi
Dal punto di vista commerciale RFI classifica l'impianto in categoria bronze, ed è accessibile a persone con disabilità motorie. Per l'accesso ai treni i due binari in uso per il servizio viaggiatori sono dotati di altrettante banchine, una attigua al fabbricato viaggiatori ed al binario uno, attrezzata con pensilina, e l'altra tra i binari due e tre. Le banchine sono collegate tra loro da una passerella sui binari.

## Interscambi

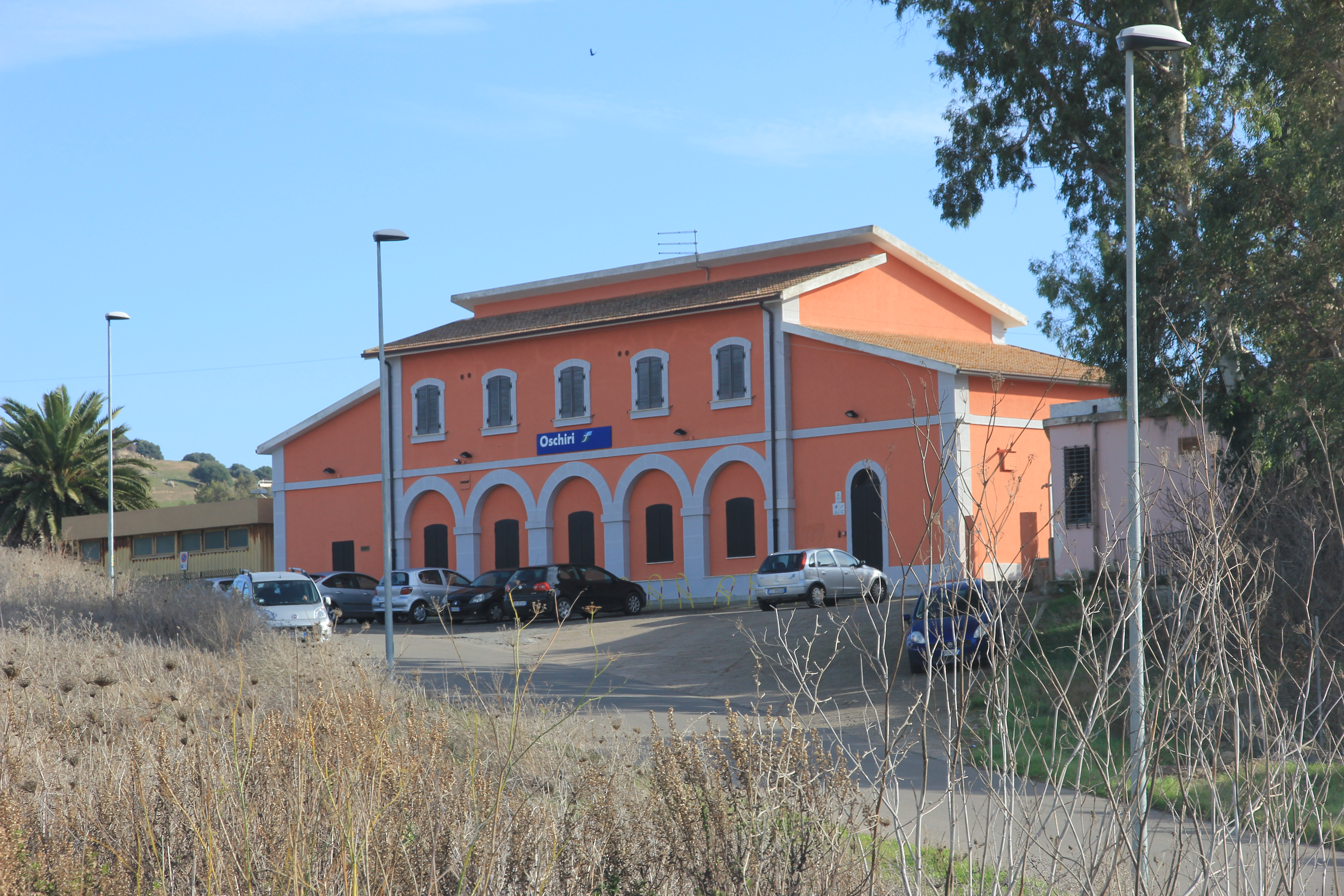
Il fabbricato viaggiatori col parcheggio dell'impianto: in quest'area è presente una fermata per le autolinee interurbane

La stazione è collegata con Tempio Pausania e altri centri circostanti da una autolinea della Caramelli Tours.
- Fermata autobus